# Teodoro Ballo Tena
Teodoro Bailo Tena (Zaragoza,  25 de marzo de 1866 - 6 de agosto de 1962) fue un violinista, compositor y director de orquesta aragonés.
Estudió violín en el Conservatorio de Zaragoza, composición con Armengol, y con Lozano, y guitarra con Miedes. Siguió sus estudios en Madrid, aprendiendo violín con Monasterio y composición con Aranguren y Santamaria.
Consiguió el primer premio en el Conservatorio el 1884. Fue primer violín de la antigua Sociedad de Conciertos y del Teatro Real. Fundó la Escuela de Música de Zaragoza (donde fue maestro de Luna, Viscasillas, etc.) y la Orquesta Filarmónica de la misma ciudad (1890), que dirigió, así como la del Gran Casino de San Sebastián.
Como compositor, es autor de dos himnos patrióticos y una Salve a la Virgen de Pilar.